# Oscars församling
Oscars församling är en församling i Östermalms kontrakt i Stockholms stift. Församlingen ligger i Stockholms kommun i Stockholms län. Församlingen utgör ett eget pastorat.
Församlingen ligger i Stockholms innerstad inom stadsdelarna Östermalm, Ladugårdsgärdet och 
Djurgården.

## Administrativ historik
Oscars församling bildades den 1 maj 1906 genom en utbrytning ur Hedvig Eleonora församling och har därefter utgjort ett eget pastorat. Församlingen skrevs till 1962 Oskars församling.

## Areal
Oscars församling omfattade den 1 januari 1976 en areal av 12,2 kvadratkilometer, varav 8,5 kvadratkilometer land.

## Kyrkoherdar
| Ämbetstid | Namn            | Levnadstid | Övrigt |
| --------- | --------------- | ---------- | ------ |
| 1907–1914 | Samuel Fries    | 1867–1914  |        |
| 1917–1947 | Valdus Bengtson | 1873–1947  |        |

### Förste komministrar
| Ämbetstid | Namn                | Levnadstid | Övrigt |
| --------- | ------------------- | ---------- | ------ |
| 1906–1911 | Theodor Carlson     | 1841–1911  |        |
| 1912–1945 | Bengt Olof Aurelius | 1874–1955  |        |

### Andre komministrar
| Ämbetstid | Namn        | Levnadstid | Övrigt |
| --------- | ----------- | ---------- | ------ |
| 1925–1936 | Nils Algård | 1883–1936  |        |
| 1937–     | Johan Hoff  | 1900–      |        |

## Organister
Lista över organister.
| Ämbetstid | Namn            | Levnadstid | Övrigt    |
| --------- | --------------- | ---------- | --------- |
| 1906–1943 | Patrik Vretblad | 1876–1953  | Organist. |
| 1943–1983 | Alf Linder      | 1907–1983  | Organist. |
| 1984–2014 | Erik Boström    | 1947–2024  | Organist. |

## Kyrkor
- Oscarskyrkan
- Djurgårdskyrkan
- Gustaf Adolfskyrkan
- Olaus Petri kyrka.